# Localbahnmuseum Bayerisch Eisenstein

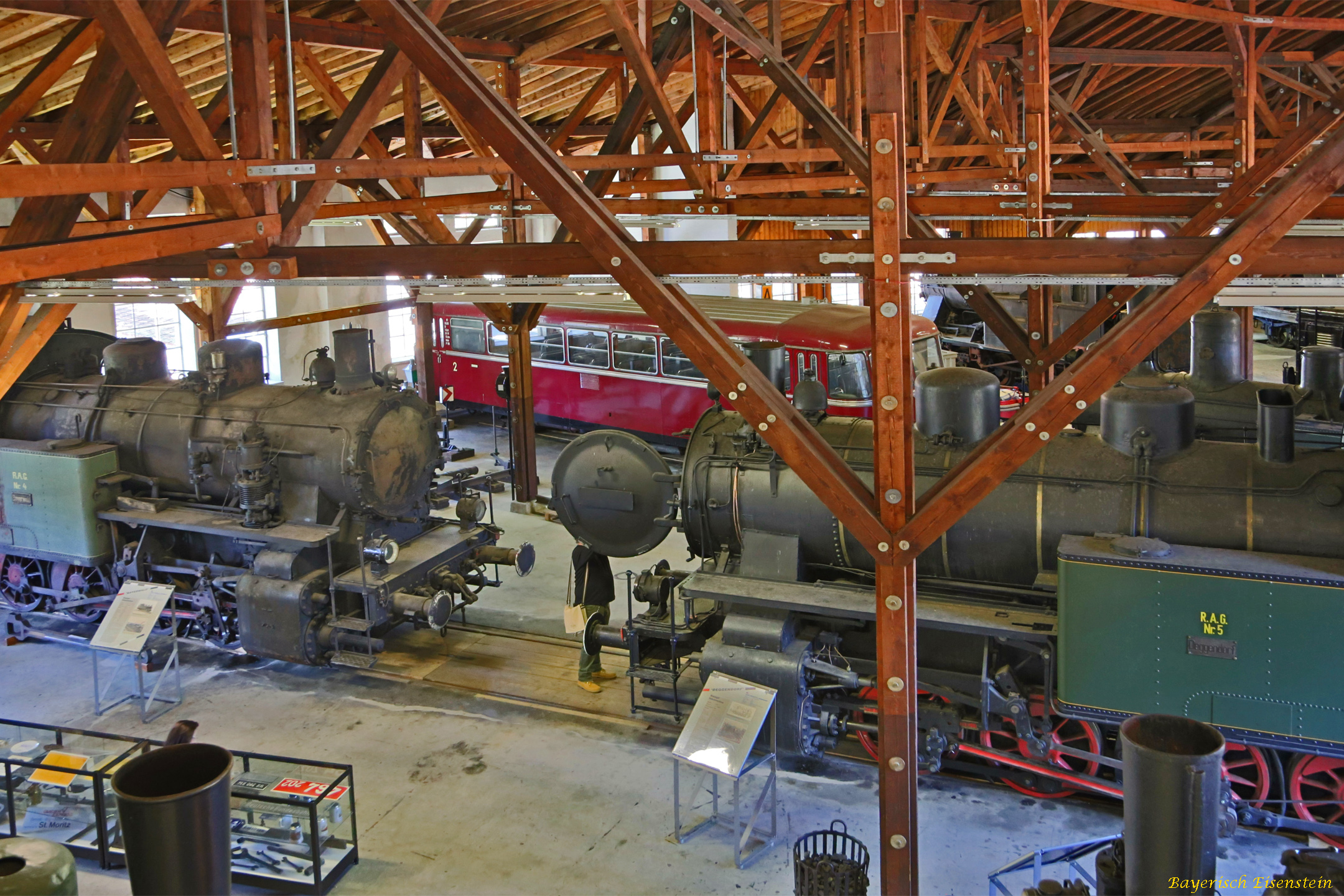
Inneres des Lokschuppens

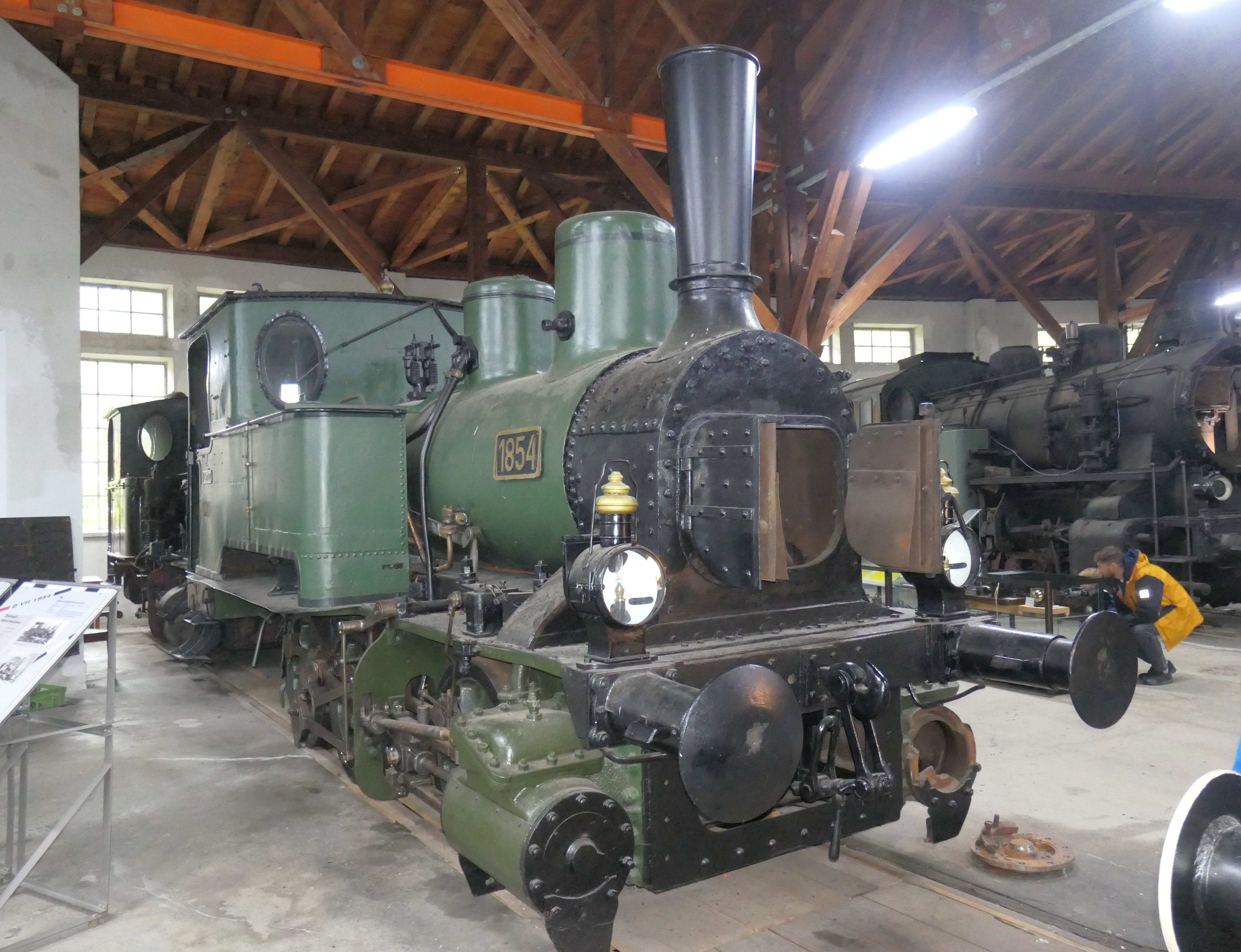
Dampflokomotive D VII 1854

Das Localbahnmuseum Bayerisch Eisenstein ist ein Eisenbahnmuseum in Bayerisch Eisenstein in Bayern. Betreiber ist der Bayerische Localbahn Verein e. V., der das Museum zwischen 1981 und 1994 in einem historischen Lokschuppen errichtet hat. Der Verein besitzt zudem ein Betriebswerk in Landshut.

## Ausstellungsmaterial
Im historischen Lokschuppen der grenzüberschreitenden Bahnanlage in Bayerisch Eisenstein aus dem Jahr 1877 sind 20 Lokomotiven und Wagen im Originalzustand der Jahre 1876 bis 1955 sowie Draisinen, Stellwerke, Signale und viele weitere Originalstücke der Bahngeschichte ausgestellt. Zu den Exponaten zählen:
- E-Lok SSW 9994 (Baujahr 1907), Rangierlok der SSW
- Dampflokomotive J.A. Maffei Sepperl (Baujahr 1902)
- Dampflokomotive 02 / ANNA der Lokalbahn Gotteszell-Viechtach (Hersteller Krauss & Cie, Baujahr 1890) aus der Gründungszeit der Regentalbahn Aktiengesellschaft
- Dampflokomotive D VII 1854 (Hersteller Krauss & Cie, Baujahr 1892)
- Dampflokomotive Osser (Hersteller J. A. Maffei, Baujahr 1922)  der Lokalbahn Lam-Kötzting
- Dampflokomotive Schwarzeck (Hersteller J. A. Maffei, Baujahr 1928) der Lokalbahn Lam-Kötzting
- Dampflokomotiven Nr. 4 / Bayerwald und Nr. 5 / Deggendorf (Hersteller J. A. Maffei, Baujahr 1927) der Regentalbahn Aktiengesellschaft
- Dampfspeicherlok Spiritus Nr. 2 (Hersteller J. A. Maffei, Baujahr 1915) des VEB Spiritus Wittenberg
- Industrie-Feldbahn-Dampflokomotive (Hersteller ČKD, Baujahr 1940) der Baufirma Jung in München
- ET 5 der Salzburger Eisenbahn- und Tramway-Gesellschaft (Hersteller MAN (mechanischer Teil), ÖSSW (elektrischer Teil), Baujahr 1908) der Bahnstrecke Berchtesgaden–Hangender Stein
- Rangierlokomotive RL 3 (Hersteller Orenstein & Koppel AG, Baujahr 1935) des Bauunternehmens Grün und Bilfinger AG in Mannheim
- Diesellokomotive WR 200 B 14 (= V 20, Hersteller Kloeckner-Humboldt-Deutz, Köln, Baujahr 1941) der Deutschen Wehrmacht
- Diesellokomotive A6 11517  (= Köf II, Hersteller Kloeckner-Humboldt-Deutz, Köln, Baujahr 1949) der Bayernwerk AG München
- Dieseltriebwagen VT 07 (RAG) (Hersteller MAN, Baujahr 1939) der Lokalbahn Lam-Kötzting
- Dieseltriebwagen VT 10.05 der GKB (Hersteller Uerdingen, Baujahr 1955), Schienenbus der Baureihe VT 98
- Klv 51 (Hersteller Robel, Baujahr 1964), „Schwerkleinwagen Klv 51“ der Regentalbahn Aktiengesellschaft
- Klimaschneepflug 845 (Hersteller Henschel, Baujahr 1965)

## Gebäude
Die Gebäude aus Polygonalmauerwerk mit Eckquaderungen waren ein Gemeinschaftsprojekt von Bayern und Österreich (Empfangsgebäude, nordöstliche Hälfte auf Staatsgebiet von Tschechien) und Bestandteil der 1877 eröffneten Waldbahn von Plattling nach Bayerisch Eisenstein. Der Lokschuppen ist als Teil dieses bayerischen Baudenkmals mit der BLfD-Aktennummer D-2-76-115-2 gelistet.